# Шаповалов Костянтин Андрійович

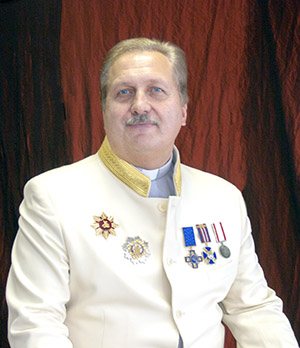
Голова Всеукраїнської громадської організації «Спілка християнських письменників України»

Шаповалов Костянтин Андрійович (нар. 11 листопада 1960 року, м. Київ) — активний громадський та культурний діяч в Україні та за її межами, професійний художник, письменник (автор 24 книг на етико-духовну та просвітницько-християнську тематику), голова Всеукраїнської громадської організації «Спілка християнських письменників України», голова Комітету з культури Громадської ради при Міністерстві оборони України, Ютуб-блогер.  
30 листопада 2024 року був рукопокладений в сан єпископа.

## Біографія
У 1982 році отримав у Києві вищу педагогічну освіту.
У 1999 році як священик очолив київську християнську церкву «Ранкова Зірка».
З 2002 року почав писати книги на християнську тематику.
У 2010 році отримав ступінь магістра теології, закінчивши Одеський християнський гуманітарно-економічний університет.
Всеукраїнська громадська організація «Спілка християнських письменників України»
У 2007 році на установчому з'їзді Всеукраїнської громадської організації «Спілка християнських письменників України» був обраний головою Всеукраїнської громадської організації «Спілка християнських письменників України», в яку входять літератори, представники практично всіх християнських конфесій та деномінацій.
У 2017 році був переобраний на цю посаду під час III Звітно-виборної конференції.
Читацька аудиторія Костянтина Андрійовича Шаповалова сягає далеко за межі України.
Міжнародний кінофестиваль «Світло»
Костянтин Шаповалов є засновником і президентом Міжнародного кінофестивалю «Світло».
Міжнародний кінофестиваль «Світло», який починаючи з 2013 року щорічно проходить у Києві та є платформою для популяризації та розповсюдження світлих, моральних та просвітницьких фільмів[джерело не вказане 1897 днів]. Кінофестиваль посів 1 місце в реалізації громадських ініціатив та був відзначений почесною грамотою Київського міського голови в 2017 році[джерело не вказане 1897 днів].
Благодійні аукціони колекційного живопису «Київський арт-вернісаж»
Починаючи з 2016 року за ініціативи та підтримки Комітету з питань культури, моралі та духовності Громадської Ради при Міністерстві оборони України та ВГО «Спілка християнських письменників України» проводиться благодійний аукціон колекційного живопису «Київський арт-вернісаж». Благодійні кошти були спрямовані інвалідам війни, Збройних Сил України та учасникам бойових дій (2016 р.), вдовам і сиротам загиблих воїнів АТО і бойових дій (2017—2019 р.р).
На конференції Спілки християнських письменників України в березні 2012 року Костянтину Шаповалову було присвоєно звання «Заслужений діяч християнської літератури України».
17 вересня 2017 року в Колонній залі Київської міської державної адміністрації був нагороджений дипломом ЮНЕСКО за високовартісну суспільну працю з піднесення освіченості дорослих людей України і розвиток духовно-інтелектуальних можливостей українського суспільства і Української держави.[джерело не вказане 1897 днів]

## Художня діяльність
Професійний художник, почесний члени Національної спілки художників України, член Міжнародної професійної спілки художників.
За останні 15 років провів в Україні 28 персональних виставок. Зокрема, персональні виставки пройшли у Національному музеї «Київська картинна галерея», у Київській міській державній адміністрації, у Національному заповіднику «Софія Київська», Національному музеї літератури України, Чернігівському обласному художньому музеї, Черкаському обласному художньому музеї, Вінницькому обласному художньому музеї. Дипломант кількох Фестивалів Мистецтв України. Роботи митця зберігаються у приватних колекціях України, Німеччини, Канади, Італії, Ізраілю, у Міжнародному фонді Святої Марії, у Музеї народної творчості (у м. Києві), а також Чернігівському обласному художньому музеї, Черкаському обласному художньому музеї, Вінницькому обласному художньому музеї, Національному музеї літератури України.[джерело не вказане 1897 днів]
Написав та видав книгу по теорії живопису: «Як навчитися любити, цінувати та відрізняти професійний живопис від аматорського».
Виставка художніх робіт «Кримська сюїта»
У 2019 році разом з дружиною (Шаповалова С. Д. — професійний художник)  мистецьке подружжя організувало та проводить унікальний проект (за інформаційної підтримки Міністерстві культури України) — виставку художніх робіт «Кримська сюїта», яка налічує більше 60 робіт з видами гірського, морського Криму, Ялти, Гурзуфу, Балаклави, Нового Світу
Виставка вже пройшла Чернігівському обласному художньому музеї (з 28 березня до 28 травня 2019 р), Черкаському обласному художньому музеї (з 6 червня — по 6 липня 2019 року), Вінницькому обласному художньому музеї (з 1 — по 31 серпня 2019 року) та Національному музеї літератури України 
Окрім естетичного та просвітницького, виставка «Кримська сюїта» має й патріотичне значення, бо 2019 рік — це 5 рік з моменту анексії Криму і своїми творами митці нагадують нам про півострів та стверджують, що він належить Україні
30 серпня 2019 року Костянтин Шаповалов, як голова Всеукраїнської громадської організації «Спілка християнських письменників України» був нагороджений Почесною грамотою Київського міського голови Віталія Кличка за значний внесок у розвиток національної культури та мистецтва, вагомі творчі здобутки та активну громадсько-просвітницьку.
Нагороджений:
– орденом «За мужність та відзнаку у служінні»;
– орденом “Апостол Андрій Первозванний”;
– орденом «Георгія Побідоносця» І ступеня (2015 р.);
– орденом “500 років Реформації” (2017 р.);
– медаллю Соборного Гетьманського Козацтва «Козацький хрест імені Богдана Хмельницького» ІІІ ступеня (2015 р.);
– дипломом Українського фонду культури у рамках міжнародної програми «Олімп мистецтв» «За вагомий внесок у розвиток культури та мистецтв України» (2015 р.);
– дипломом Українського фонду культури як Голова СХПУ «За віддане служіння Україні» (2015 р.);
– подякою Міністра оборони України “За значний особистий внесок у справу розвитку Збройних сил України” (2015 р.).
Має звання “Заслужений діяч християнської літератури України”.